# Guðjón Valur Sigurðsson
Guðjón Valur Sigurðsson (8 de agosto de 1979, Reikiavik, Islandia) es un exjugador profesional de balonmano que jugaba de extremo izquierdo, y que en la actualidad ejerce como entrenador del VfL Gummersbach.
Sigurðsson fue un componente de la selección de balonmano de Islandia, de la que es uno de los máximos anotadores históricos, con 1660 goles conseguidos en 313 partidos. Con su selección ha logrado ser medalla de plata en los Juegos Olímpicos de 2008 y medalla de bronce en el Campeonato de Europa de 2010. También disputó el Europeo de 2012, acabando en décimo posición y siendo elegido como parte del equipo ideal del torneo.
Ha sido dos veces elegido como el mejor jugador de la Bundesliga, en 2005 y 2006.

## Carrera
Empezó a jugar al balonmano a temprana edad, en equipos locales de Islandia como el Grótta o el Seltjarnarnes. Luego jugaría con uno de los mejores equipos del país, el KA Akureyri, con el que ganó la liga islandesa en su último año como jugador del equipo, en 2001. Ese verano, emigró a Alemania, al TUSEM Essen, un club conocido por sus múltiples secciones y éxitos en todas ellas, no solo en balonmano. Estuvo cuatro años en el equipo y en su última temporada, consiguió la Copa EHF, ganando en la final a otro equipo alemán SC Magdeburg. Su carrera ese año ascendió del todo, fue elegido mejor jugador de la Bundesliga y fichó por uno de los mejores equipos de Alemania, el VfL Gummersbach, donde estuvo tres años, siendo elegido mejor jugador de la Bundesliga, además de ser el máximo goleador en su primer año.
En enero de 2014, se confirma su fichaje por el FC Barcelona para la temporada 2014-15, siendo el sustituto de Juanín García, que finaliza contrato, y que formará con Aitor Ariño, la pareja de extremos izquierdos del Barça.

## Equipos
- KA Akureyri (-2001)
- TUSEM Essen (2001-2005)
- VfL Gummersbach (2005-2008)
- Rhein-Neckar Löwen (2008-2011)
- AG København (2011-2012)
- THW Kiel (2012-2014)
- FC Barcelona (2014-2016)
- Rhein-Neckar Löwen (2016-2019)
- PSG (2019-2020)

## Palmarés

### KA Akureyri
- Liga de Islandia (2001)

### TUSEM Essen
- Copa EHF (2005)

### AG Kobenhavn
- Liga de Dinamarca (2012)
- Copa de Dinamarca (2012)

### THW Kiel
- Bundesliga (2013)
- Copa de Alemania (2013)
- Supercopa de Alemania (2012)

### FC Barcelona
- Copa Asobal (2015), (2016)
- Liga Asobal (2015), (2016)
- Velux EHF CL (2015)
- Copa del Rey (2015), (2016)

### Rhein-Neckar Löwen
- Liga de Alemania de balonmano (1): 2017
- Supercopa de Alemania de balonmano (1): 2017
- Copa de Alemania de balonmano (1): 2018

### PSG
- Liga de Francia de balonmano (1): 2020

### Selección nacional

#### Campeonato de Europa
- Medalla de bronce en el Campeonato de Europa de 2010

#### Juegos Olímpicos
- Medalla de plata en los Juegos Olímpicos de 2008

### Consideraciones personales
- Mejor jugador de la Bundesliga (2005 y 2006)
- Máximo goleador de la Liga de Alemania (2006)
- Deportista de Islandia del año (2006)
- Máximo goleador del Mundial (2007)
- Elegido mejor extremo izquierdo de los Juegos Olímpicos (2008)
- Elegido mejor extremo izquierdo del Europeo (2012)